# 太平 (札幌市)
太平（たいへい）は北海道札幌市北区にある地名。西の国道231号（創成川通）と東の学園都市線の間の地域で、北辺の学田川をはさんで篠路に接する。
また、線路よりもさらに東側、百合が原と百合が原公園の向こうには篠路町太平がある。もとは全域が篠路町太平だったが、町名変更の結果として飛び地のようになっている。

## 歴史
古くは篠路村の烈々布と呼ばれた地域である。
1937年（昭和12年）3月3日、地形が平坦であることと、大きく平和に発展することを祈念して「太平」と改称した。また太平洋にあやかった名称でもあるという。この字名改正のとき、篠路小学校の学田も太平地域に包含されている。
札幌市への合併とともに「篠路町太平」となったが、学園都市線以西の住宅地は1986年（昭和61年）以降に漸次住居表示が行われ、「太平○条○丁目」へと変わっていった。
1998年（平成10年）、篠路町太平の一部が百合が原として区分される。

## 施設
- JR北海道
  - 太平駅（太平2-5）
  - 百合が原駅（百合が原5）
- 札幌市立太平中学校（太平8-2）
- 札幌市立太平南小学校（太平1-1）